# Etheostoma swaini
Etheostoma swaini (Jordan, 1884) è un piccolo pesce d'acqua dolce appartenente alla famiglia Percidae.

## Distribuzione e habitat
Questa specie è diffusa in America del Nord, nelle aree meridionali del bacino idrografico del fiume Mississippi (Georgia, Florida, Louisiana, Kentucky, Mississippi e Alabama), dove vive in ruscelli, torrenti, stagni e piccoli corsi d'acqua.

## Descrizione
Presenta un corpo allungato e compresso ai fianchi, con testa triangolare e occhi grandi. Possiede due pinne dorsali, la prima è bassa e retta da raggi grossi, la seconda è alta, opposta e simmetrica alla pinna anale. Le pinne ventrali e pettorali sono ampie. La pinna caudale è a delta. La livrea presenta un colore di fondo bruno chiazzato di chiaro, il ventre è rosso chiaro. Parte dei fianchi e tutto il peduncolo caudale sono decorati da due o più file simmetriche di chiazze rosse. Le due pinne dorsali presentano ciascuna due coppie di fasce azzurre e rosse, alternate tra loro. Le altre pinne sono azzurre, tendenti al trasparente.

Raggiunge una lunghezza massima di 7,8 cm.

## Alimentazione
Si nutre di larve di insetti (ditteri, effimere, tricotteri, libellule) e crostacei isopodi.